# جانس ویکهف
جانس ویکهف (انگلیسی: Jannes Wieckhoff؛ زادهٔ ۲ اوت ۲۰۰۰) بازیکن فوتبال اهل آلمان است.